# First Time! The Count Meets the Duke
First Time! The Count Meets the Duke è un album discografico jazz dei pianisti e direttori d'orchestra Duke Ellington e Count Basie, registrato il 6 luglio 1961 e pubblicato dalla Columbia Records.

## La critica
Una gara fra band? Non proprio - più che altro ammirazione reciproca, fra le orchestre dei due giganti del jazz che suonano insieme. L'eleganza di Ellington e gli assoli singolari si uniscono allo swing di Kansas City di Basie, e tutto funziona meravigliosamente. Non c'è mai confusione, ogni band è concentrata e suonano molto bene insieme. Tutti si divertono e l'album trasmette questa gioia dall'inizio alla fine.

## Tracce
- Tutti i brani sono stati composti da Duke Ellington se non diversamente indicato

1. Battle Royal - 5:33
2. To You (Thad Jones) - 3:53
3. Take the "A" Train (Billy Strayhorn) - 3:46
4. Corner Pocket [alias Until I Met You] (Freddie Green, Donald Wolf) - 4:53
5. Wild Man [alias Wild Man Moore] - 6:20
6. Segue in C (Frank Wess) - 8:22
7. B D B (Ellington, Strayhorn) - 4:43
8. Jumpin' at the Woodside (Count Basie) - 3:09

## Crediti

### Musicisti
- Duke Ellington, Count Basie – piano
- Cat Anderson, Willie Cook, Eddie Mullens, Ray Nance, Sonny Cohn, Lennie Johnson, Thad Jones, Snooky Young - tromba
- Lou Blackburn, Lawrence Brown, Henry Coker, Quentin Jackson, Benny Powell - trombone
- Juan Tizol - trombone a pistoni
- Jimmy Hamilton - clarinetto, sax tenore
- Johnny Hodges - sax alto
- Russell Procope, Marshal Royal - sax alto, clarinetto
- Frank Wess - sax alto, sax tenor, flauto
- Paul Gonsalves, Frank Foster, Budd Johnson - sax tenore
- Harry Carney, Charlie Fowlkes - sax baritono
- Freddie Green - chitarra
- Aaron Bell, Eddie Jones - contrabbasso
- Sam Woodyard, Sonny Payne - batteria